# Monique Teillaud
Monique Teillaud (née en 1961) est une mathématicienne française, chercheuse en géométrie algorithmique à l'Institut national de recherche en informatique et en automatique (INRIA) à Nancy. 

## Biographie
Monique Teillaud est élève de l'École normale supérieure de jeunes filles (1981 S). Elle est agrégée de mathématiques en 1984 et obtient un DEA en informatique en 1985 à l'université Paris-XI. Elle obtient ensuite un poste à l'École nationale supérieure d'informatique pour l'industrie et l'entreprise avant de rejoindre l'Institut national de recherche en informatique et en automatique (Inria) en 1989. Elle obtient son doctorat en 1991 à l'université Paris-XI, avec une thèse intitulée Vers des algorithmes randomisés dynamiques en géométrie algorithmique, sous la direction de Jean-Daniel Boissonnat. En 2007 elle passe son habilitation à diriger des recherches. Elle est la présidente du programme 2008 du Symposium on Computational Geometry.

## Activités professionnelles
De 1992 à 2014, elle est chercheuse à l'INRIA Sophia Antipolis - Méditerranée, puis elle rejoint en 2014 l'INRIA Nancy - Grand Est (LORIA), où elle co-dirige le projet « Geometric Algorithms & Models Beyond the Linear & Euclidean realm » (GAMBLE), un projet qui fait suite au projet Vegas.

## Activités de recherche
Ses travaux portent sur la géométrie algorithmique, avec des applications en couverture satellite et en astrophysique.
Elle est l'un des développeurs de la Computational Geometry Algorithms Library (CGAL), une bibliothèque de logiciels d'algorithmes de géométrie computationnelle.

## Publications
- Towards Dynamic Randomized Algorithms in Computational Geometry, INRIA, 1992 (Lecture Notes in Computer Science (en) 758, Springer, 1993) [9]
- (en) Jean-Daniel Boissonnat et Monique Teillaud (dir.), Effective computational geometry for curves and surfaces, Berlin, Springer, 2007, xii+343 (ISBN 978-3-540-33258-9 et 3-540-33258-8, SUDOC 110728181).
- (en) François Anton, Ioannis Z. Emiris, Bernard Mourrain et Monique Teillaud, The O set to an Algebraic Curve and an Application to Conics | International Conference on Computational Science and its Applications, Singapour, Springer Verlag, mai 2005.